# Vriesea macrostachya
Vriesea macrostachya là một loài thực vật có hoa trong họ Bromeliaceae. Loài này được (Bello) Mez miêu tả khoa học đầu tiên năm 1896.